# Campionato spagnolo di pallavolo maschile
Il campionato spagnolo di pallavolo maschile è un insieme di tornei pallavolistici per squadre di club spagnole, istituiti dalla Federazione pallavolistica della Spagna.

## Struttura
- Campionati nazionali professionistici:

Superliga de Voleibol Masculina: a girone unico, partecipano dodici squadre.
- Campionati nazionali non professionistici:

Superliga 2 de Voleibol Masculina: a due gironi, partecipano venti squadre.
- Campionati regionali non professionistici.